# 小松原美里
小松原 美里（こまつばら みさと、1992年〈平成4年〉7月28日 - ）は、日本、東京都出生、岡山県備前市出身、女性フィギュアスケート選手（アイスダンス）。パートナーは夫のティム・コレト（日本帰化後の名は小松原 尊）、アンドレア・ファッブリ、水谷心、辻馨。アンドレア・ファッブリとカップルを組んでいた時は、イタリア所属で競技していた（他のパートナーとは日本所属）。2015年ババリアンオープン優勝。マネジメント会社はAlmost Japanese。

## 経歴

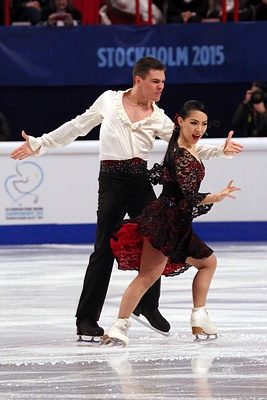
2015年欧州選手権の小松原美里（右）とアンドレア・ファッブリ（左）

岡山学芸館高等学校卒業。法政大学通信教育課程中退。
2009-2010シーズン、水谷心とカップルを組み、全日本ジュニア選手権で初優勝する。2010-11シーズン、全日本ジュニア選手権で2連覇し、世界ジュニア選手権の出場が決定した。日本人アイスダンスカップルの世界ジュニア選手権への派遣は、12年ぶりである。2011-2012シーズン、辻馨とカップルを組み直して挑んだ全日本ジュニア選手権で3連覇を果たす。
2014-2015シーズンより、アンドレア・ファッブリとのカップルでイタリア代表として国際大会に出場。サンタクロース杯では3位に入賞し、国際大会ではじめて表彰台に立った。イタリア選手権でも日本人初となる銅メダルを獲得した。欧州選手権ではSDのリフトで転倒があり、FDへの進出にはならなかった。ババリアンオープンではシニアの国際大会初優勝。
2015-2016シーズンでは、初戦ロンバルディア杯で銅メダル。サンタクロース杯、ISUチャレンジャーシリーズのアイスチャレンジ共に銀メダルを獲得。CSで初めてのメダル獲得である。世界選手権のミニマムポイントSD、FD共に獲得。イタリア選手権では日本人初2度目の銅メダル獲得。欧州選手権では、0.61ポイント差でFDへの進出にはならなかった。
2016年4月、ファッブリとのカップルを解消した。5月、アメリカ人のティム・コレトとのカップルを結成。4シーズンぶりに日本に所属を戻し競技をおこなう。
2017-2018シーズン終了後、コーチをマリー＝フランス・デュブレイユ、パトリス・ローゾン、ロマン・アグノエルに変更し、カナダ・モントリオールに練習拠点を移した。
2018-19シーズンでは、チャレンジャーシリーズのアジアンオープントロフィー銅メダル。続く、同シリーズ戦、USインターナショナルクラシックでも銅メダルを獲得。グランプリシリーズは、ロシア開催のロステレコムカップ、日本開催のNHK杯に出場。グランプリシリーズ二戦出場は初。全日本選手権では、初優勝を果たし、四大陸選手権と世界選手権代表に選出される。自国開催の世界選手権では、0.1ポイント以下の差でFD進出にならなかった。シーズン最終戦の世界国別対抗戦では、宇野昌磨、田中刑事、紀平梨花、坂本花織、三浦璃来、市橋翔哉、ティムコレトと出場。小松原は、日本チームのキャプテンを務め、銀メダルを獲得した。
2019-20シーズンでは、夏の練習中に相次いだ脳震盪、頭部外傷、外傷性頸部症候群によりリハビリテーションをしていたため、予定していたチャレンジャーシリーズのオータムクラシックを棄権。チャレンジャーシリーズ後半のアジアンオープントロフィー、グランプリシリーズのカップオブチャイナで復帰を果たすも、症状をぶり返し再度リハビリテーションの為、NHK杯を棄権した。その後、１２月に行われた全日本選手権では、二連覇を果たす。
2021-22シーズン、全日本選手権を制し、オリンピック代表に選出。
2024年4月に競技引退を発表。

## 人物
2017年1月23日にパートナーのティム・コレトと結婚した。現役アマチュア時代後半はヴィーガンであったが、引退後の拠点、岡山県での環境の都合上ペスカタリアンにならざるを得ず悩んでいる様子。
また、日本独立リーグ野球機構事務局長でBCリーグ・福井ワイルドラプターズ球団社長を務めた小松原鉄平は実兄。その妻で“ナックル姫”と異名を持つ女子野球選手の吉田えりは義姉に当たる。美里自身はフィギュアスケートを始めるまでは少年野球チームでプレーしたこともあるが、家族からは「暑がっていた」「周りは男の子ばかりと悩んでいた」と言われている模様。

## 主な戦績
- 2010-2011シーズンまでは水谷心とのカップル（日本所属）
- 2012-2013シーズンまでは辻馨とのカップル（日本所属）
- 2014-2015シーズンからはアンドレア・ファッブリとのカップル（イタリア所属）
- 2016-2017シーズンからはティム・コレトとのカップル（日本所属）

### 2016-2017シーズン 以降
| 大会/年              | 2016 -17           | 2017 -18           | 2018 -19           | 2019 -20           | 2020 -21           | 2021 -22           | 2022 -23           | 2023 -24           |
| 国際大会（シニア）   | 国際大会（シニア） | 国際大会（シニア） | 国際大会（シニア） | 国際大会（シニア） | 国際大会（シニア） | 国際大会（シニア） | 国際大会（シニア） | 国際大会（シニア） |
| -------------------- | ------------------ | ------------------ | ------------------ | ------------------ | ------------------ | ------------------ | ------------------ | ------------------ |
| 冬季オリンピック     |                    |                    |                    |                    |                    | 22                 |                    |                    |
| 世界選手権           |                    |                    | 21                 | 中止               | 19                 |                    |                    | 18                 |
| 四大陸選手権         |                    | 10                 | 9                  | 11                 |                    |                    | 7                  | 8                  |
| GP NHK杯             |                    | 10                 | 8                  | WD                 | 1                  | 7                  | 9                  | 9                  |
| GP ロステレコム杯    |                    |                    | 8                  |                    |                    |                    |                    |                    |
| GP 中国杯            |                    |                    |                    | 10                 |                    |                    |                    |                    |
| GPスケートカナダ     |                    |                    |                    |                    |                    |                    | 7                  |                    |
| GPスケートアメリカ   |                    |                    |                    |                    |                    | 6                  |                    |                    |
| CSアジアフィギュア杯 |                    |                    | 3                  | 9                  |                    |                    |                    |                    |
| CS USクラシック      |                    |                    | 3                  |                    |                    |                    | 7                  |                    |
| CSロンバルディア杯   |                    | 8                  |                    |                    |                    |                    |                    |                    |
| CSオータムクラシック |                    |                    |                    | WD                 |                    |                    |                    |                    |
| チャレンジカップ     |                    |                    |                    |                    |                    |                    | 4                  |                    |
| ネスレ杯             |                    | 4                  |                    |                    |                    |                    |                    |                    |
| 国内大会             |                    |                    |                    |                    |                    |                    |                    |                    |
| 全日本選手権         | 3                  | 2                  | 1                  | 1                  | 1                  | 1                  | 2                  | 1                  |
| 団体戦               |                    |                    |                    |                    |                    |                    |                    |                    |
| 冬季オリンピック     |                    |                    |                    |                    |                    | 2                  |                    |                    |
| 世界国別対抗戦       |                    |                    | T2/P6              |                    | T3/P5              |                    |                    |                    |

### 2015-2016シーズン まで
| 大会/年              | 2009 -10           | 2010 -11           | 2011 -12           | 2012 -13           | 2014 -15           | 2015 -16           |
| 国際大会（シニア）   | 国際大会（シニア） | 国際大会（シニア） | 国際大会（シニア） | 国際大会（シニア） | 国際大会（シニア） | 国際大会（シニア） |
| -------------------- | ------------------ | ------------------ | ------------------ | ------------------ | ------------------ | ------------------ |
| 欧州選手権           |                    |                    |                    |                    | 23                 | 21                 |
| CSネペラ杯           |                    |                    |                    |                    | 6                  |                    |
| CSロンバルディア杯   |                    |                    |                    |                    |                    | 3                  |
| CSアイスチャレンジ   |                    |                    |                    |                    | 5                  |                    |
| CSデンスタ杯         |                    |                    |                    |                    |                    | 4                  |
| サンタクロース杯     |                    |                    |                    |                    | 3                  | 2                  |
| ババリアンオープン   |                    |                    |                    |                    | 1                  |                    |
| 国内大会             |                    |                    |                    |                    |                    |                    |
| イタリア選手権       |                    |                    |                    |                    | 3                  | 3                  |
| 全日本選手権         |                    |                    |                    | 4                  |                    |                    |
| 全日本Jr.選手権      | 1                  | 1                  | 1                  |                    |                    |                    |
| 国際大会（ジュニア） |                    |                    |                    |                    |                    |                    |
| 世界Jr.選手権        |                    | 14                 |                    |                    |                    |                    |
| JGP SBC杯            |                    | 11                 |                    |                    |                    |                    |
| JGP B.シュベルター杯 |                    | 15                 |                    |                    |                    |                    |
| モンブラントロフィー | 5 J                |                    |                    |                    |                    |                    |
| ババリアンオープン   |                    | 5 J                |                    |                    |                    |                    |

### 詳細
| 2023-2024 シーズン     |                                                      |          |           |           |
| 開催日                 | 大会名                                               | RD       | FD        | 結果      |
| 2024年3月18日 - 24日   | 2024年世界フィギュアスケート選手権（モントリオール） | 20 66.92 | 17 106.98 | 18 173.90 |
| 2024年1月30日 - 2月4日 | 2024年四大陸フィギュアスケート選手権（上海）         | 6 71.29  | 8 111.41  | 8 182.70  |
| 2023年12月20日 - 24日  | 第92回全日本フィギュアスケート選手権（長野）         | 2 70.89  | 2 107.50  | 1 178.39  |
| 2023年11月24日 - 26日  | ISUグランプリシリーズNHK杯（門真）                   | 9 64.12  | 8 103.49  | 9 167.61  |

| 2022-2023 シーズン    |                                                                              |         |          |          |
| 開催日                | 大会名                                                                       | RD      | FD       | 結果     |
| 2023年2月23日 - 26日  | チャレンジカップ 2023（ティルブルフ）                                        | 4 68.78 | 5 97.92  | 4 166.70 |
| 2023年2月7日 - 12日   | 2023年四大陸フィギュアスケート選手権（コロラドスプリングス）                 | 6 66.72 | 8 98.99  | 7 165.71 |
| 2022年12月21日 - 25日 | 第91回全日本フィギュアスケート選手権（門真）                                 | 2 69.96 | 2 105.14 | 2 175.1  |
| 2022年11月18日 - 20日 | ISUグランプリシリーズ NHK杯（札幌）                                          | 8 66.65 | 9 97.65  | 9 164.30 |
| 2022年10月28日 - 30日 | ISUグランプリシリーズ スケートカナダ（ミシサガ）                             | 7 68.88 | 7 97.18  | 7 166.06 |
| 2022年9月12日 - 16日  | ISUチャレンジャーシリーズ USインターナショナルクラシック（レークプラシッド） | 7 60.38 | 7 95.56  | 7 155.94 |

| 2021-2022 シーズン    |                                                      |          |          |          |
| 開催日                | 大会名                                               | RD       | FD       | 結果     |
| 2022年2月4日 - 20日   | 北京オリンピック（北京）                             | 22 65.41 | -        | 22 65.41 |
| 2022年2月4日 - 20日   | 北京オリンピック(団体)（北京）                       | 7 66.54  | 5 98.66  | 2 (団体) |
| 2021年12月22日 - 26日 | 第90回全日本フィギュアスケート選手権（さいたま）     | 1 68.16  | 2 110.01 | 1 178.17 |
| 2021年11月12日 - 14日 | ISUグランプリシリーズ NHK杯（東京）                  | 7 68.13  | 7 104.07 | 7 172.20 |
| 2021年10月22日 - 24日 | ISUグランプリシリーズ スケートアメリカ（ラスベガス） | 7 63.56  | 6 100.76 | 6 164.32 |

| 2020-2021 シーズン    |                                                       |          |          |                 |
| 開催日                | 大会名                                                | RD       | FD       | 結果            |
| 2021年4月15日 - 18日  | 2021年世界フィギュアスケート国別対抗戦（大阪）        | 5 66.42  | 5 100.82 | 3 団体 (167.24) |
| 2021年3月22日 - 28日  | 2021年世界フィギュアスケート選手権 （ストックホルム） | 18 68.02 | 20 99.79 | 19 167.81       |
| 2020年12月24日 - 27日 | 第89回全日本フィギュアスケート選手権（長野）          | 1 71.74  | 1 103.49 | 1 175.23        |
| 2020年11月27日 - 29日 | 2020年NHK杯国際フィギュアスケート競技大会（門真）     | 1 70.76  | 1 108.29 | 1 179.05        |

| 2019-2020 シーズン       |                                                      |          |          |           |
| 開催日                   | 大会名                                               | RD       | FD       | 結果      |
| 2020年3月16日 - 22日     | 2020年世界フィギュアスケート選手権（モントリオール） |          |          | 中止      |
| 2020年2月4日 - 9日       | 2020年四大陸フィギュアスケート選手権（ソウル）       | 11 61.45 | 10 95.75 | 11 157.20 |
| 2019年12月19日 - 22日    | 第88回全日本フィギュアスケート選手権（東京）         | 1 63.79  | 1 99.52  | 1 163.31  |
| 2019年11月8日 - 10日     | ISUグランプリシリーズ 中国杯（重慶）                 | 10 56.60 | 10 88.75 | 10 145.35 |
| 2019年10月30日 - 11月3日 | ISUチャレンジャーシリーズ アジアフィギュア杯（東莞） | 9 55.39  | 9 86.70  | 9 142.09  |

| 2018-2019 シーズン    |                                                                                |          |          |                 |
| 開催日                | 大会名                                                                         | RD       | FD       | 結果            |
| 2019年4月11日 - 14日  | 2019年世界フィギュアスケート国別対抗戦（福岡）                                 | 6 60.93  | 6 99.31  | 2 (団体) 160.94 |
| 2019年3月20日 - 24日  | 2019年世界フィギュアスケート選手権（さいたま）                                 | 21 60.98 | -        | 21 60.98        |
| 2019年2月5日 - 10日   | 2019年四大陸フィギュアスケート選手権（アナハイム）                             | 9 54.94  | 9 94.20  | 9 149.14        |
| 2018年12月20日 - 24日 | 第87回全日本フィギュアスケート選手権（門真）                                   | 1 52.21  | 1 100.39 | 1 152.60        |
| 2018年11月16日 - 18日 | ISUグランプリシリーズ ロステレコム杯（モスクワ）                               | 8 52.99  | 8 90.29  | 8 143.28        |
| 2018年11月9日 - 11日  | ISUグランプリシリーズ NHK杯（広島）                                            | 9 59.40  | 8 94.87  | 8 154.27        |
| 2018年9月12日 - 16日  | ISUチャレンジャーシリーズ USインターナショナルクラシック（ソルトレイクシティ） | 4 53.42  | 3 89.51  | 3 142.93        |
| 2018年8月1日 - 5日    | ISUチャレンジャーシリーズ アジアフィギュア杯（バンコク）                       | 3 61.28  | 2 93.47  | 3 154.75        |

| 2017-2018 シーズン     |                                                                |          |          |           |
| 開催日                 | 大会名                                                         | SD       | FD       | 結果      |
| 2018年1月30日 - 2月3日 | 2018年メンタートルン杯（トルン）                               | 4 58.90  | 4 88.96  | 4 147.86  |
| 2018年1月22日 - 28日   | 2018年四大陸フィギュアスケート選手権（台北）                   | 10 52.45 | 9 85.73  | 10 138.18 |
| 2017年12月21日 - 24日  | 第86回全日本フィギュアスケート選手権（調布）                   | 2 56.65  | 2 92.82  | 2 149.47  |
| 2017年11月10日 - 12日  | ISUグランプリシリーズ NHK杯（大阪）                            | 10 53.83 | 10 78.58 | 10 132.41 |
| 2017年9月14日 - 17日   | ISUチャレンジャーシリーズ ロンバルディアトロフィー（ベルガモ） | 9 49.80  | 6 78.48  | 8 128.28  |

| 2016-2017 シーズン    |                                              |         |         |          |
| 開催日                | 大会名                                       | SD      | FD      | 結果     |
| 2016年12月22日 - 25日 | 第85回全日本フィギュアスケート選手権（門真） | 3 51.67 | 3 73.45 | 3 125.12 |

| 2015-2016 シーズン       |                                                                  |          |         |          |
| 開催日                   | 大会名                                                           | SD       | FD      | 結果     |
| 2016年1月25日 - 31日     | 2016年ヨーロッパフィギュアスケート選手権（ブラチスラヴァ）       | 21 49.56 | -       | 21       |
| 2015年12月16日 - 19日    | イタリアフィギュアスケート選手権（トリノ）                       | 3 56.50  | 3 87.84 | 3 144.34 |
| 2015年11月28日 - 12月4日 | 2015年サンタクロース杯（ブダペスト）                             | 3 54.32  | 2 88.23 | 2 142.55 |
| 2015年10月27日 - 31日    | ISUチャレンジャーシリーズ アイスチャレンジ（グラーツ）           | 2 51.76  | 2 74.90 | 2 126.66 |
| 2015年10月20日 - 25日    | ISUチャレンジャーシリーズ デンコヴァ・スタビスキー杯（ソフィア） | 5 48.14  | 4 82.74 | 4 130.88 |
| 2015年9月17日 - 20日     | 2015年ロンバルディアトロフィー（セスト・サン・ジョヴァンニ）     | 3 47.05  | 3 76.83 | 3 123.88 |

| 2014-2015 シーズン     |                                                                        |          |         |          |
| 開催日                 | 大会名                                                                 | SD       | FD      | 結果     |
| 2015年2月11日 - 15日   | 2015年ババリアンオープン（オーベルストドルフ）                         | 1 53.50  | 1 88.88 | 1 142.38 |
| 2015年1月26日 - 2月1日 | 2015年ヨーロッパフィギュアスケート選手権（ストックホルム）             | 23 42.83 | -       | 23       |
| 2014年12月20日 - 21日  | イタリアフィギュアスケート選手権（トリノ）                             | 3 59.75  | 4 80.68 | 3 140.43 |
| 2014年12月1日 - 7日    | 2014年サンタクロース杯（ブダペスト）                                   | 3 51.60  | 3 77.77 | 3 129.37 |
| 2014年11月11日 - 16日  | ISUチャレンジャーシリーズ アイスチャレンジ（グラーツ）                 | 4 50.16  | 6 76.98 | 5 127.14 |
| 2014年10月1日 - 5日    | ISUチャレンジャーシリーズ オンドレイネペラトロフィー（ブラチスラヴァ） | 6 42.98  | 5 65.50 | 6 108.48 |

| 2012-2013 シーズン    |                                              |         |         |         |
| 開催日                | 大会名                                       | SD      | FD      | 結果    |
| 2012年12月20日 - 24日 | 第81回全日本フィギュアスケート選手権（札幌） | 4 34.27 | 3 57.90 | 4 92.17 |

| 2011-2012 シーズン    |                                                             |         |         |         |
| 開催日                | 大会名                                                      | SD      | FD      | 結果    |
| 2011年12月22日 - 26日 | 第80回全日本フィギュアスケート選手権 ジュニアクラス（門真） | 1 33.04 | 1 40.88 | 1 73.92 |

| 2010-2011 シーズン   |                                                                |          |          |          |          |
| 開催日               | 大会名                                                         | 予選     | SD       | FD       | 結果     |
| 2011年2月28日-3月6日 | 2011年世界ジュニアフィギュアスケート選手権（江陵）             | 14 48.87 | -        | -        | -        |
| 2011年2月10日-13日   | 2011年ババリアンオープン ジュニアクラス（オーベルストドルフ）  | -        | 8 36.16  | 5 59.31  | 5 95.47  |
| 2010年11月26日-28日  | 第79回全日本フィギュアスケートジュニア選手権（ひたちなか）     | -        | 1 44.02  | 1 59.85  | 1 103.87 |
| 2010年10月6日-10日   | ISUジュニアグランプリ ブラエオン・シュベルター杯（ドレスデン） | -        | 11 38.16 | 16 51.56 | 15 89.72 |
| 2010年9月23日-26日   | ISUジュニアグランプリ SBC杯（軽井沢）                          | -        | 11 35.86 | 11 53.18 | 11 89.04 |

| 2009-2010 シーズン  |                                                               |         |         |         |          |
| 開催日              | 大会名                                                        | CD      | OD      | FD      | 結果     |
| 2010年2月3日-7日    | 2010年モンブラントロフィー ジュニアクラス（クールマイユール） | 5 26.41 | 5 37.21 | 7 54.72 | 5 118.34 |
| 2009年11月21日-23日 | 第78回全日本フィギュアスケートジュニア選手権（横浜）          | 1 23.49 | 1 37.50 | 1 61.61 | 1 122.60 |

## プログラム使用曲
| シーズン  | RD | FD | EX                                                                      |
| --------- | --- | --- | ----------------------------------------------------------------------- |
| 2023-2024 | ゴーストバスターズ 曲：レイ・パーカー・ジュニア True 曲：スパンダー・バレエ                                                                                  | Loving You 曲：バーブラ・ストライサンド with パトリック・ウィルソン Love Grows 曲：植松伸夫 | 桜流し 曲：宇多田ヒカル                                                 |
| 2022-2023 | Loca (feat.Dizzee Rascal) Hay Amores La La La (Brazil 2014) (feat.Carlinhos Brown) 曲：シャキーラ                                                            | 映画『フィフス・エレメント』より 狂乱の場 曲：ガエターノ・ドニゼッティ The Diva Dance 曲：エリック・セラ | Crazy Oops!…I Did It Again 曲：ブリトニー・スピアーズ                   |
| 2021-2022 | Funk: Le Freak Blues: What You Won't Do For Love Disco: You Make Me Feel 振付：ロマン・アグノエル                                                            | 映画『SAYURI』より Sayuri’s Theme Going to School The Chairman’s Waltz Sayuri’s Theme and End Credits 振付：マリー＝フランス・デュブレイユ、片岡孝太郎、花柳榮輔                                               | 生まれ来る子供たちのために 曲：小田和正                                 |
| 2020-2021 | 映画『ドリームガールズ』より ブルース： Dreamgirls スウィング：One Night Only ディスコ： Jimmy Got Soul 作曲：ヘンリー・クリーガー                           | ある愛の歌 ボーカル：ミレイユ・マチュー 振付：マリー＝フランス・デュブレイユ、ロマン・アグノエル | 生まれ来る子供たちのために 曲：小田和正                                 |
| 2019-2020 | 映画『ドリームガールズ』より ブルース： Dreamgirls スウィング：One Night Only ディスコ： Jimmy Got Soul 作曲：ヘンリー・クリーガー                           | ミュージカル『ロード・オブ・ザ・ダンス』より Cry of the Celts Suil a Ruin Lord of the Dance 作曲：ローナン・ハーディマン                                                                                       |                                                                         |
| 2018-2019 | タンゴ：El Sol Sueno 作曲：ギドン・クレーメル タンゴ：Sueno de Barrilete 作曲：スサーナ・リナルディ 振付：マリー＝フランス・デュブレイユ、ロマン・アグノエル | ある愛の歌 ボーカル：ミレイユ・マチュー 振付：マリー＝フランス・デュブレイユ、ロマン・アグノエル | 映画『君の名は。』より 三葉のテーマ スパークル -movie ver. 曲：RADWIMPS |
| シーズン  | SD | FD | EX                                                                      |
| 2017-2018 | サルサ：Ahora Quien ルンバ：Ahora Quien サンバ：Samba do Brasil 振付：クリストファー・ディーン                                                               | 映画『愛のイエントル』より 作曲：ミシェル・ルグラン 振付：クリストファー・ディーン |                                                                         |
| 2016-2017 | Mercy on Me Candyman 曲：クリスティーナ・アギレラ 振付：クリストファー・ディーン                                                                             | ノクターン/ボヘミアン・ラプソディ 作曲：フレディ・マーキュリー 演奏：ルチア・ミカレリィ 振付：クリストファー・ディーン                                                                                         |                                                                         |
| 2015-2016 | 歌劇『椿姫』より ワルツ：乾杯の歌 ポルカ：お招きの時刻はすぎてしまいましたよ 作曲：ジュゼッペ・ヴェルディ 振付：コッラード・ジョルダーニ                     | Dolencias Sikuriadas 曲：インティ・イリマニ 振付：コッラード・ジョルダーニ |                                                                         |
| 2014-2015 | Dancers of the Night 演奏：グイド・ルチアーニ Paso Nr. 6 演奏：アンドレ・リュウ 振付：コッラード・ジョルダーニ                                               | Unchain My Heart ボーカル：ジョー・コッカー This Is a Man's Man's Man's World ボーカル：ジェームス・ブラウン、ルチアーノ・パヴァロッティ Walking By Myself 曲：ゲイリー・ムーア 振付：コッラード・ジョルダーニ |                                                                         |

## 受賞歴
- 岡山県備前市市民栄誉章（2022年[12]）
- 岡山市人見絹枝スポーツ顕彰：特別スポーツ栄誉賞（2022年[13]）
- 岡山県県民栄誉賞（2022年[14]）
- マルセンスポーツ大賞（2022年[15]）
- ビッグスポーツ特別賞（2022年[16]）